# 交響曲第1番 (バックス)
交響曲第1番 変ホ調 は、アーノルド・バックスが1922年に完成した交響曲。ジョン・アイアランドに献呈された。

## 概要
この作品には第一次世界大戦の影響、そしてさらに大きくは1916年のイースター蜂起を引き起こすに至るアイルランドの悲劇に対する共感が表出されていると考えられている。イースター蜂起ではバックスの多くの知人たちも中心となって活躍しており、そこで命を落とした友人の影響はバックス自身も認めるところであった。
本作はピアノ譜の形では1921年に書き上げられており（Piano Sonata in E-flatを参照）、管弦楽編曲が施されて翌年に完成された。初演は1922年12月に行われた。原曲はもともと3番目のピアノソナタとすべく準備されていたが、ハリエット・コーエンの助言に従い交響曲に仕立て直されたのであった。緩徐楽章にもソナタに用いる予定だった楽章（Lento con molto espressione）が用意されていたが、管弦楽のための新たな音楽へと差し替えられ、直近の悲惨な出来事をよりよく反映するように整えられた。バックスは本作においては調性に関して敢えて長調、短調の別を明記することを避け、単に変ホ調と記している。原曲のピアノソナタは公式に演奏も出版されることなく（『ピアノソナタ第3番』は1926年に作曲された）、バックスの死後にコーエンが手稿を大英図書館に寄贈するまで演奏されることはなかった（ジョン・マッケイブらが録音している）。
この作品を耳にしたある評論家は「バックスは原始的な素材を扱う洗練された頭脳の実例である」と述べた。指揮者のヴァーノン・ハンドリーは、本作が交響曲第6番以前では最もバックスらしさの表れた作品であると評している。

## 楽器編成
フルート4（第3奏者アルトフルート持ち替え、第4奏者ピッコロ持ち替え）、オーボエ2、コーラングレ、ヘッケルフォーンまたはバスオーボエ、クラリネット3（第3奏者小クラリネット持ち替え）、バスクラリネット、ファゴット2、サリュソフォーンまたはコントラファゴット、ホルン4、トランペット3、トロンボーン3、チューバ、ティンパニ、バスドラム、テナードラム、スネアドラム、タンバリン、シンバル、ゴング、トライアングル、鐘、シロフォン、グロッケンシュピール、チェレスタ、ハープ2、弦五部。

## 楽曲構成
全3楽章で構成される。
1. Allegro moderato e feroce - Moderato expressivo - Tempo I
2. Lento solenne
3. Allegro maestoso - Allegro vivace ma non troppo